# Удивительные истории нашего времени и древности
«Удиви́тельные исто́рии на́шего вре́мени и дре́вности» (кит. «今古奇觀», транслит. «Цзинь гу ци гуань») — сборник хуабэнь (китайских городских народных повестей), созданный между 1632 и 1644 гг. Является компиляцией из двух других сборников хуабэнь XVII века: «Троесловие» («Сань янь») и «Поразительное» («Пайянь цзинци»).
Сборник «Троесловие» был издан в 1621—1627 гг. Фэн Мэнлуном (часть хуабэнь была написана им самим) и состоял из трёх частей по 40 повестей; в 1627 г. был издан сборник «Поразительное. Первая часть» («Чукэ Пайянь цзинци»), а в 1632 г. — «Поразительное. Вторая часть» («Эркэ Пайянь цзинци»). Автор 80 хуабэнь, вошедших в сборники «Поразительное» — Лин Мэнчу. По его словам, материалом для повестей послужили краткие заметки различных авторов об удивительных людях и необыкновенных происшествиях, а также новеллы прошлых эпох.
Сборник «Удивительные истории нашего времени и древности» представляет собой избранные сорок повестей из «Троесловия» и «Поразительного».

## Публикации текстов
- Удивительные истории нашего времени и древности : в 2 т. / перевод с китайского, послесловие и примечания В. А. Вельгуса и И. Э. Циперович ; Академия наук СССР, Институт народов Азии. — Москва : Издательство восточной литературы, 1962. — 456+456 с. — 15 000 экз.
- Удивительные истории нашего времени и древности / перевод с китайского В. А. Вельгуса и И. Э. Циперович ; составление и вступительная статья И. Э. Циперович ; перевод стихов под редакцией Л. Н. Меньшикова ; комментарии В. А. Вельгуса и И. Э. Циперович. — Москва : Художественная литература, 1988. — 480 с. — (Библиотека китайской литературы). — ISBN 5-280-00367-0.